# Antony Dupuis
Antony Dupuis (* 24. Februar 1973 in Bayonne) ist ein ehemaliger französischer Tennisspieler.

## Karriere
In seiner Karriere gewann Dupuis auf der ATP Tour jeweils einen Titel im Einzel und im Doppel. Den Turniersieg im Einzel errang er am 7. Februar 2004, als er Mario Ančić im Endspiel von Mailand in drei Sätzen besiegte. 2001 hatte er im Finale von München gegen Jiří Novák sein einziges weiteres ATP-Finale verloren. Den Doppelsieg errang er 2004 auf Long Island zusammen mit Michaël Llodra durch einen Zweisatzsieg über den Schweizer Yves Allegro und den Deutschen Michael Kohlmann. Seine beste Platzierung in der Weltrangliste erreichte Dupuis im September 2001, als an auf Position 57 notiert wurde.
2006 wurde seine Karriere von einem Drogenskandal überschattet. Er wurde für schuldig befunden, Salbutamol eingenommen zu haben, worauf er für zweieinhalb Monate gesperrt wurde. Außerdem musste er ein Bußgeld in Höhe von 30.540 US-Dollar entrichten.
2013 spielte er sein letztes Turnier, nachdem er zuvor nur noch sporadisch an welchen teilgenommen hatte.

## Erfolge
| Legende (Anzahl der Siege)                       |
| Grand Slam                                       |
| Tennis Masters Cup ATP World Tour Finals         |
| ATP Masters Series ATP World Tour Masters 1000   |
| ATP International Series Gold ATP World Tour 500 |
| ATP International Series ATP World Tour 250 (2)  |
| ATP Challenger Tour (8)                          |

| ATP-Titel nach Belag |
| Hartplatz (1)        |
| Sand (0)             |
| Rasen (0)            |
| Teppich (1)          |

### Einzel

#### Turniersiege

##### ATP Tour
| Nr. | Datum            | Turnier | Belag       | Finalgegner | Ergebnis         |
| --- | ---------------- | ------- | ----------- | ----------- | ---------------- |
| 1.  | 15. Februar 2004 | Mailand | Teppich (i) | Mario Ančić | 6:4, 6:712, 7:65 |

##### Challenger Tour
| Nr. | Datum             | Turnier    | Belag       | Finalgegner      | Ergebnis       |
| --- | ----------------- | ---------- | ----------- | ---------------- | -------------- |
| 1.  | 26. Dezember 1998 | Ahmedabad  | Hartplatz   | Oleg Ogorodov    | 6:4, 6:2       |
| 2.  | 2. Januar 1999    | Mumbai     | Hartplatz   | Julien Boutter   | 7:5, 7:6       |
| 3.  | 15. August 1999   | Binghamton | Hartplatz   | Brett Steven     | 6:7, 6:1, 6:4  |
| 4.  | 15. Oktober 2000  | Grenoble   | Hartplatz   | Jan Siemerink    | 7:610, 7:611   |
| 5.  | 10. Dezember 2000 | San José   | Hartplatz   | Alexandre Simoni | 7:65, 4:6, 6:3 |
| 6.  | 10. November 2002 | Bratislava | Teppich (i) | Karol Beck       | 4:6, 6:4, 7:61 |
| 7.  | 30. Juli 2006     | Nottingham | Rasen       | Iván Navarro     | 6:4, 7:5       |
| 8.  | 27. Mai 2007      | Fargʻona   | Hartplatz   | Pawel Tschechow  | 6:1, 6:4       |

#### Finalteilnahmen
| Nr. | Datum       | Turnier | Belag | Finalgegner | Ergebnis |
| --- | ----------- | ------- | ----- | ----------- | -------- |
| 1.  | 6. Mai 2001 | München | Sand  | Jiří Novák  | 4:6, 5:7 |

### Doppel

#### Turniersiege
| Nr. | Datum           | Turnier     | Belag     | Partner        | Finalgegner                   | Ergebnis |
| --- | --------------- | ----------- | --------- | -------------- | ----------------------------- | -------- |
| 1.  | 29. August 2004 | Long Island | Hartplatz | Michaël Llodra | Yves Allegro Michael Kohlmann | 6:2, 6:4 |